# Vacina contra a varicela
Vacina contra a varicela, também conhecida como vacina contra a catapora, é uma vacina que protege contra a varicela. Uma dose da vacina previne 95% da doença moderada e 100% da doença grave. Duas doses da vacina são mais eficazes do que uma, se dado aqueles não são imunes dentro de cinco dias da propensidade a varicela previne a maior parte de casos da doença. Vacinar uma grande porção da população também protege aqueles que não se vacinam. é administrada por injeção sobre a pele.
A Organização Mundial da Saúde (OMS) recomenda a vacinação regular somente se um país pode manter mais de 80% das pessoas vacinadas. Se apenas 20 a 80% das pessoas são vacinadas é possível que mais pessoas vão ter a doença em idade mais avançada e os resultados globais podem piorar. Uma ou duas doses da vacina são recomendadas. Nos Estados Unidos duas doses são recomendadas começando em doze para quinze meses de idade. Desde 2012 a maior parte dos países europeus recomendam-a para todas as crianças ou somente aqueles no alto risco, mas nem todos os países fornecem a vacina devido ao seu preço. A vacina faz parte do calendário de vacinação no Brasil desde 2013 sob a forma de tetraviral, que previne também contra sarampo, caxumba e rubéola.
A vacina é muito segura. Os efeitos colaterais podem incluir a dor no local da injeção, febre e erupções cutâneas. Os efeitos colaterais severos são raros e ocorreram na maior parte naqueles com sistema imunológico fraco. O seu uso em pessoas com o HIV/AIDS deve fazer-se com cuidado. Não se recomenda durante a gravidez; contudo, as poucas vezes que deu-se durante a gravidez nenhum problema ocorreu. A vacina é disponível separada ou junto com a tríplice viral. É feita de vírus vivo atenuado.
A vacina contra a varicela ficou disponível comercialmente em 1984. Está na Lista da Organização Mundial da Saúde da Medicina Essencial, a medicação mais importante em um sistema de saúde básico. Nos Estados Unidos custa entre 100 e 200 USD.